# دوبری دوب
دوبری دوب (به صربی: Dobri Dub) یک منطقهٔ مسکونی در صربستان است که در توتین، صربستان واقع شده‌است. دوبری دوب ۲۴۰ نفر جمعیت دارد.